# Tubod (Surigao del Norte)
Tubod ist eine philippinische Stadtgemeinde in der Provinz Surigao del Norte. 
Sie liegt im Norden der großen Insel Mindanao.
Tubod hat 14.206 Einwohner (Zensus 1. August 2015).

## Baranggays
Tubod ist politisch in neun Baranggays unterteilt.
- Capayahan
- Cawilan
- Del Rosario
- Marga
- Motorpool
- Poblacion (Tubod)
- San Isidro
- San Pablo
- Timamana